# Rover SD1
Rover SD1 — британский автомобиль, хетчбэк компании British Leyland.

## Разработка
На дизайн машины оказал влияние появившийся в конце 1960-х автомобиль Ferrari Daytona: опускавшийся до самого бампера капот, отсутствие радиаторной решётки (воздухозаборник находился под бампером), далеко заходящие на крылья повторители поворотников, приподнятая в задней части и оттого ещё более отяжеляющая её поясная линия.
Премьера этого автомобиля состоялась 30 июня 1976 года — весьма своевременно, так как Rover, всегда считавшийся смелым инноватором, уже 30 лет не предлагал ничего нового.

## Описание

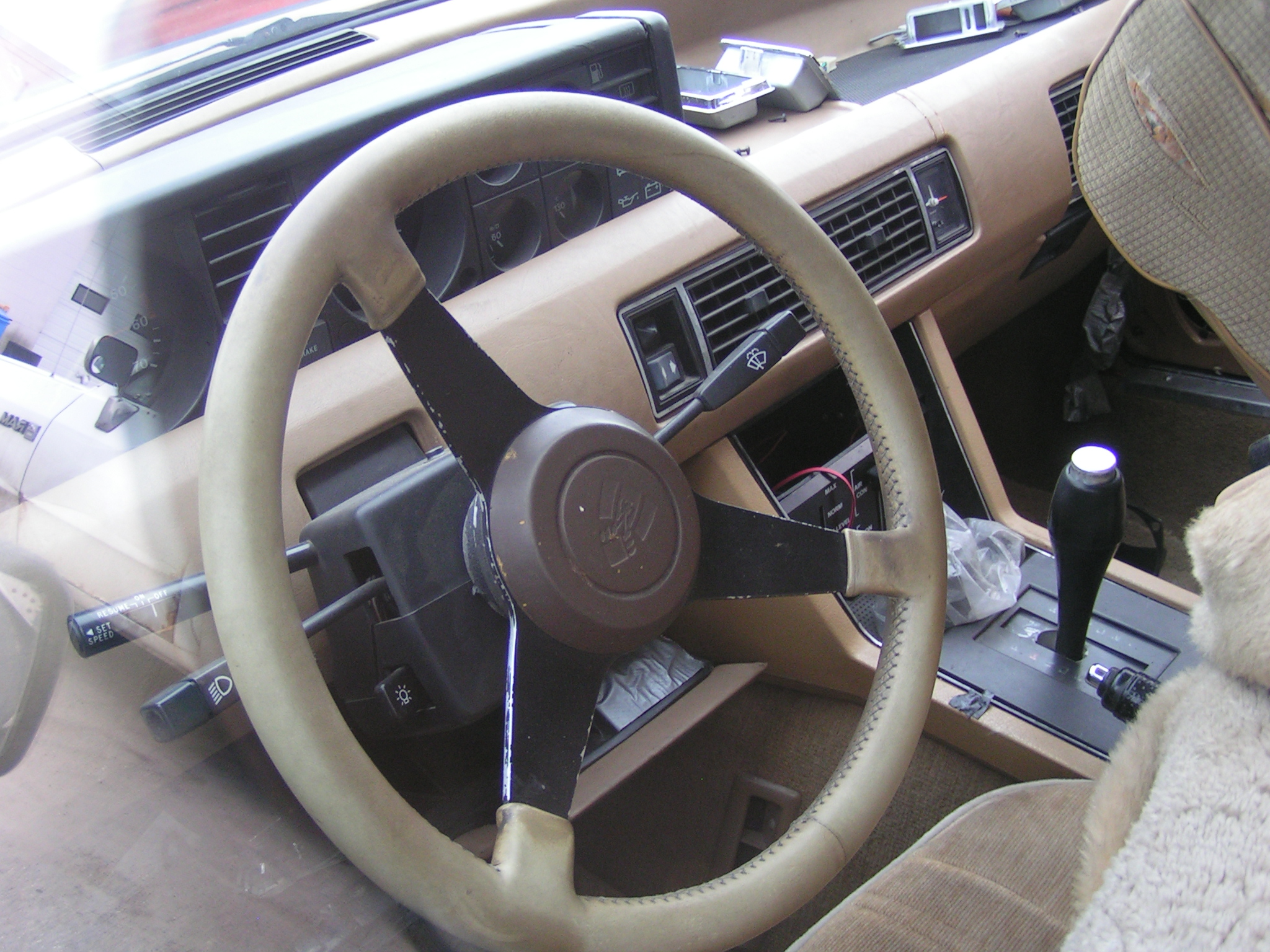
Интерьер

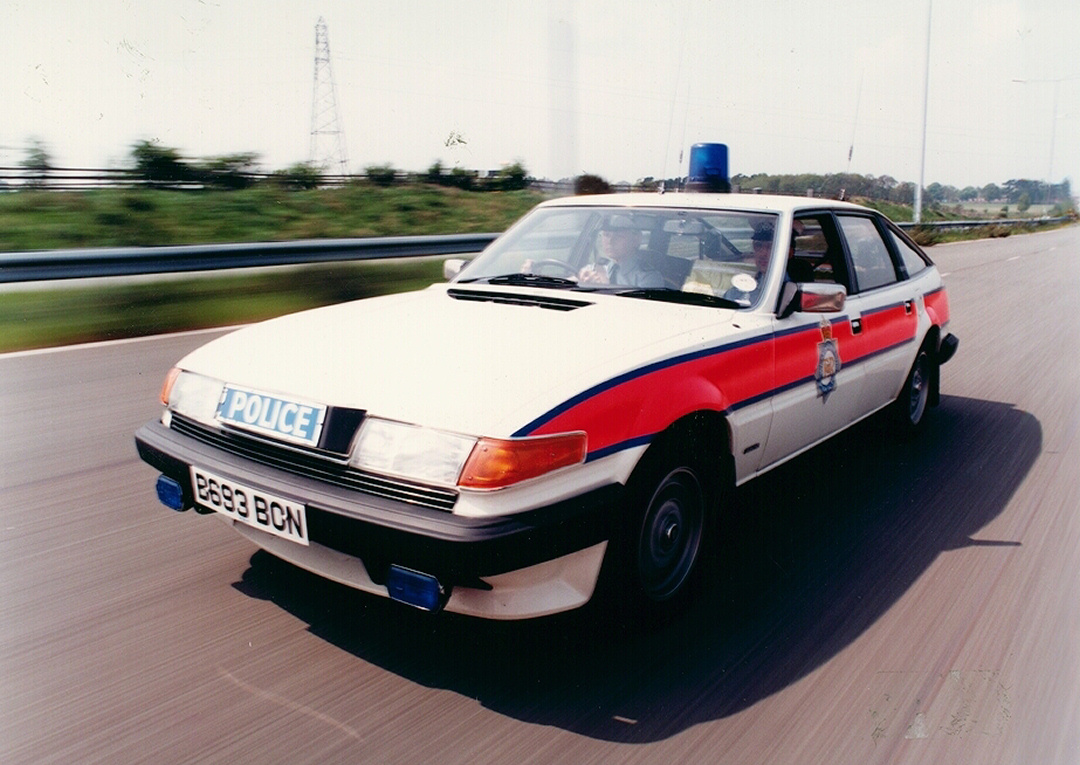
Машина полиции Уэст-Мидлендс, 1985

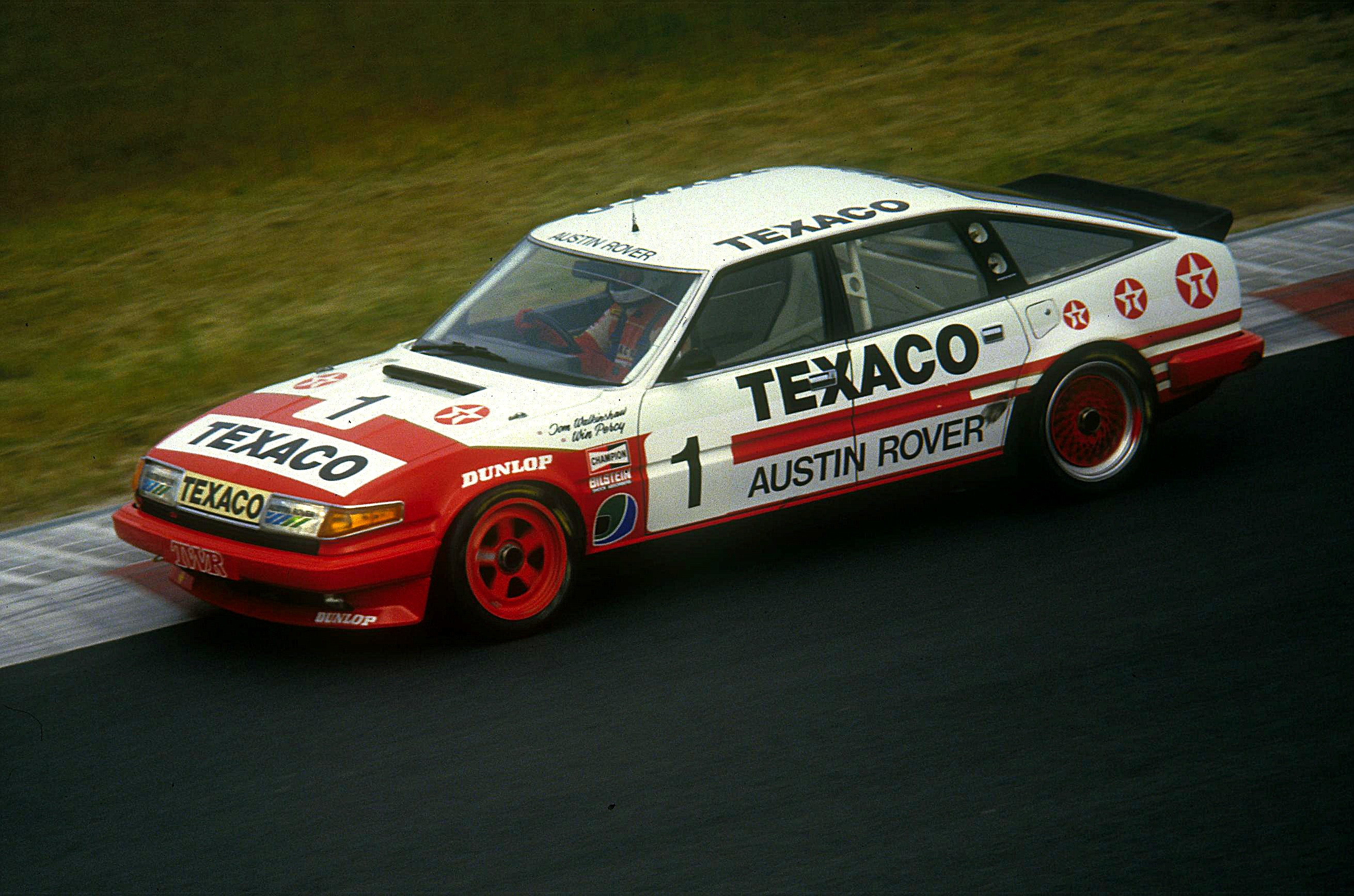
Rover SD1 Vitesse команды Tom Walkinshaw Racing, Нюрбургринг, 1985

Тем не менее, было у Rover и много своеобразного: эксклюзивные коврики, более ломаные линии, массивные колёсные арки, четырёхдверный кузов. Внутри автомобиль был также выполнен в футуристическом стиле: традиционные дерево и кожу заменили качественным пластиком, на приборной панели появилось множество сигнальных ламп. В этом прослеживалось подражание кабине самолёта Concorde, который был разработан несколько раньше и уже успел стать символом эпохи.
С технической точки зрения новая модель превосходила большинство конкурентов: инерционные ремни безопасности, центральный замок, атермальные стёкла с электроприводом, усилитель руля, вентилируемые передние дисковые тормоза, самогерметизирующиеся шины, которые обеспечивали ещё 100 миль пробега после прокола. Некоторые указатели можно было легко установить поверх приборной панели, как на левой, так и на правой стороне — это было сделано, чтобы автомобиль успешно продавался и на рынках стран с правосторонним движением. В стандартной комплектации предлагалась пятиступенчатая механическая коробка передач, в наличии также была более дорогая версия с трёхступенчатой АКПП.
Двигатель также соответствовал внешнему виду: первоначально под капот устанавливался V8 с рабочим объёмом 3528 см³, который обеспечивал мощность 157 л. с. при 5000 об/мин (хотя некоторые автомобили дотягивали лишь до 133 л. с.) и крутящий момент 274 Нм при 2500 об/мин, разгонял клиновидную машину до 203 км/ч, при этом ускорение до 100 км/ч занимало 8,6 секунды. Объём мотора и стал индексом машины, под которым она поставлялась дилерам: Rover 3500; обозначение же SD1 (Special division, model 1) использовалось лишь в заводской документации и на табличку на кузове никогда не выносилось.
В 1983 году машина выиграла несколько этапов британского кузовного чемпионата, в следующем году завоевала чемпионский титул, а затем повторила это достижение в немецкой гонке Deutsche Tourenwagen Meisterschaft 1986 года (пилот Курт Тиим).
К концу производства автомобиль прошёл омоложение; была создана спортивная версия Vitesse, отличавшаяся аэродинамическим пакетом, сниженной на 25 мм спортивной подвеской и форсированным до 190 л. с. мотором.

## Отзывы

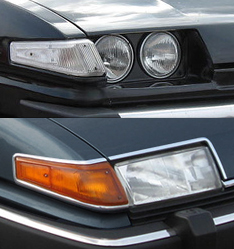
Сравнение стандартных фар и для рынка США (сверху)

Модель хорошо себя зарекомендовала, получив в 1976 году награду The Midlander of the Year Award, а в следующем году — титул «Европейский автомобиль года». В марте 1977 года журнал Autocar опубликовал статью Раймонда Майса — британского гонщика и менеджера команды — Майс проехал на машине 12000 миль и назвал Rover SD1 «лучшим автомобилем, который у него когда-либо был». В частности он отметил хорошую экономию топлива, даже в случае жёсткого вождения. Отзывы американской прессы также были позитивными. Однако росту продаж помешала нехватка у дилеров автомобилей с левым рулём, поскольку производство было заблокировано забастовкой изготовителей инструментов, затронувшей несколько заводов British Leyland. Другой помехой был «спор о кузове» на заводе компании в Касл Бромвич. На американском рынке успеху помешала низкая осведомлённость потребителя об автомобиле, дилерская сеть в США была небольшой, бюджет на рекламу был ограничен.
Однако у автомобиля имелись и недостатки. В январе 1977 года британский журнал Motor опубликовал дорожное испытание машины, хотя они и хотели подчеркнуть общее превосходство Rover, они также сообщили, что испытанный автомобиль имел проблемы. К ним отнесли плохие дверные уплотнения, так как свет попадал внутрь через задний край левых дверей. Имелась вибрация рулевого управления на скорости, которая могла быть вызвана тем, что передние колёса автомобиля не были правильно сбалансированы. Также один из проверенных автомобилей имел проблемы с вентиляцией. Последний недостаток имел место и в 1980-х при тесте версии V8-S. Ещё одна проблема, вызывавшая беспокойство, заключалась в отслаивании краски на ранних моделях, из-за чего British Leyland потратил много средств на перекраску автомобилей.